# 2020 a vasúti közlekedésben
Ez a szócikk a 2020-ban történt vasúti eseményeket mutatja be.

## Események
- – Várhatóan ebben az évben fog megnyílni Szingapúrban az Eastern Region MRT Line. A vonal része Szingapúr átfogó közlekedési tervének, melyben további vonalak megépítése is szerepel. Az új vonal 21 km hosszú lesz, és 12 állomás épül meg. A vonal megépítését 2008. január 5-én jelentették be.[1]
- Megnyílt a LGV Bordeaux–Toulouse vasútvonal Franciaországban

## Magyarország
- március 15. - forgalomba állt az első Stadler KISS emeletes motorvonat Budapest és Cegléd között
- április - megkezdődött az első 60 db Stadler FLIRT vonat korszerűsítése
- május - megkezdődött a Nyugati pályaudvar felújítása